# Helge Haugen (calciatore 1957)
Helge Haugen (25 febbraio 1957) è un ex calciatore norvegese, di ruolo centrocampista.

## Carriera

### Club
Haugen giocò per lo Start dal 1976 al 1986. Nel 1987, passò all'Odd, dove rimase fino all'anno successivo, quando tornò allo Start. Chiuse la carriera nel 1990.